# Uông Liệt

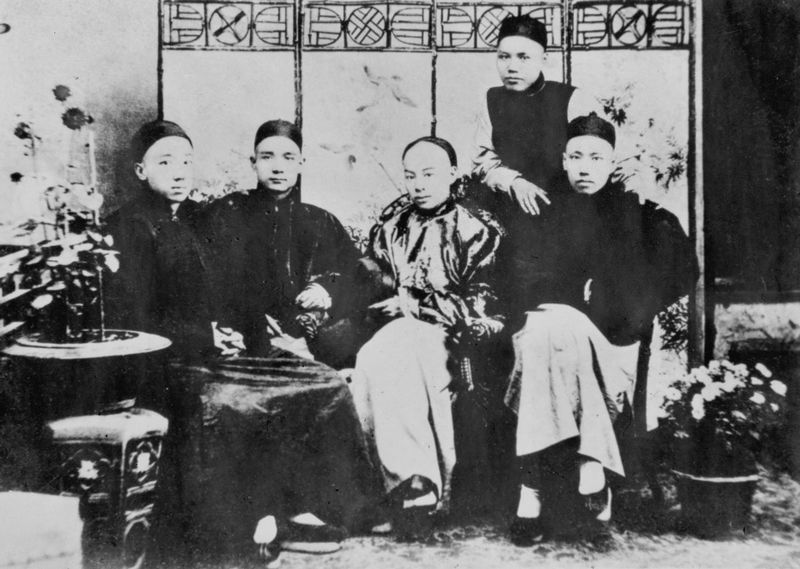
Tứ đại khấu và Quan Cảnh Lương(Hồng Kông, năm 1888). Uông Liệt ngồi ngoài cùng bên phải, chỉ riêng Quan Cảnh Lương - người đứng là không phải một thành viên của Tứ đại khấu

Uông Liệt (1864? - 12 tháng 12 năm 1936) (bính âm:Yóu Lìe; Wade-Giles: Yu Lieh) sinh Yau Kwai-bok, biểu tự Tui-hau hoặc Ling-kwai, là một chính trị gia, nhà hoạt động cách mạng người Trung Quốc, được biết đến là một thành viên của Tứ đại khấu, cùng với Tôn Dật Tiên, Trần Thiếu Bạch, và Dương Hạc Linh. Ông được sinh ra tại Thuận Đức, Quảng Đông.

## Đầu đời
Uông Liệt sinh năm 1864 tại Thuận Đức, Quảng Đông trong một gia đình có truyền thống hiếu học. Ông học một trường tư khi lên 5 tuổi, và được giáo dục dưới tên trường Luk Nam-long, một trường học nổi tiếng ở thị trấn bấy giờ, khi 10 tuổi. Ông nhanh chóng nảy sinh tư tưởng, ý thức được việc cần chống lại nhà Thanh, lúc này đã quá suy yếu, và sau này lớn lên, ông không bao giờ ra làm quan cho nhà Thanh. Ông gia nhập Thiên Địa hội ở Thượng Hải năm 17 tuổi.

## Hoạt động cách mạng
Năm 1865, ông nhập học Học viện Toán Quảng Châu cùng Dương Hạc Linh. Sau khi tốt nghiệp, ông là người đứng đầu Văn phòng Shatian Quảng Đông và trở thành một nhà khảo sát của Cục Bản Đồ Quảng Đông.
Tôn Trung Sơn có nhiều mối quan hệ khi còn học đại học. Thế nhưng, Trần Thiếu Bạch, Dương Hạc Linh, Uông Liệt là những người bạn thân nhất. Sơn sau này nhớ lại: "Tôi và Trần, đặc biệt thường là ba người hay trao đổi với nhau, rất thân,... Tất cả có bốn người, không mang tính chất cách mạng thì không có niềm vui, trong vài năm mà như một ngày, vì vậy Hồng Kông và Ma Cao như một, tất cả đều là bạn bè, và được gọi là Tứ đại khấu". Đây cũng là thời gian ra đời của bài phát biểu cách mạng: "Trần Thiếu Bạch, Uông Liệt, Dương Hạc Linh, Tôn Trung Sơn thường tập hợp lại để thảo luận các vấn đề về triều đại nhà Thanh, và họ được gọi là Tứ đại khấu".
Năm 1893, ông cùng Tôn Trung Sơn, Lục Hạo Đông,... thành lập Hưng Trung hội, nhưng không có cơ sở. Do đó, Uông Liệt, cùng Lục Hạo Đông, Zhou Zhaoyue thành lập "Công ty hạt giống tằm Xingli" dưới vỏ bọc những con tằm và âm mưu thực hiện các hoạt động cách mạng.
Năm 1895, Tôn Trung Sơn, Trần Thiếu Bạch và các tổ chức khác thành lập Hiệp hội Xingzhong Hồng Kông, thành lập một bộ phận, được gọi là "Qianhengxing" để chuẩn bị cho cuộc nổi dậy Quảng Châu, và trốn sang Sài Gòn khi thất bại. Một tổ chức khác được thành lập năm 1897 và tiếp tục hoạt động cách mạng.
Năm 1900, Huệ Châu nổi dậy, Uông Liệt cũng tham gia cuộc khởi nghĩa nhưng chính phủ nhà Thanh đã trốn sang Nhật. Sau đó, ông cũng tới Nhật và nhiều nơi khác để thành lập các chi nhánh Zhonghetang để giúp đỡ các công nhân và doanh nhân Trung Quốc ở nước ngoài. Ông đã xuất bản "Nhật báo Tunan" tại Singapore và làm tổng biên tập danh dự của "Tunan Daily".
Năm 1906, được chỉ định bởi Tôn Trung Sơn, Hiệp hội Singapore được thành lập để gây quỹ hỗ trợ cuộc nổi dậy vũ trang trong nước.
Năm 1910, Uông Liệt bí mật trở về quê nhà để giúp đỡ Thái Ngạc.
Năm 1911, cuộc khởi nghĩa Vũ Xương thành công. Ông thúc giục các tỉnh Vân Nam, Quý Châu và các tỉnh khác chiến đấu ở phía đông chống lại các lực lượng vũ trang còn sót lại của nhà Thanh.

## Sau khi tham gia cách mạng
Vào mùa xuân năm 1913, Viên Thế Khải cố gắng bắt Uông Liệt. Ông cũng từ chối tới Nhật để tìm nơi ẩn náu.
Sau đó, Tôn Trung Sơn lên kế hoạch cho cuộc tấn công phía bắc, và đã người mời Uông Liệt trở lại Quảng Châu với tư cách là một nhà tư vấn. Ông đã rất vui lòng và đồng ý. Năm 1921, ông trở thành cố vấn của Dinh Tổng thống của Tôn Trung Sơn. Nhưng chẳng bao lâu, ông không đồng ý với Hồ Hán Dân và Trần Thiếu Bạch và định cư ở Hồng Kông. Ông cũng thành lập Trường Cao đẳng Huang Jue tại Hồng Kông để thúc đẩy đạo đức Nho giáo cứu đất nước.

## Cuộc sống sau này
Năm 1936, khi Trung Quốc trở lại thời kì Tưởng Giới Thạch nắm quyền, ông đã tới thăm Nam Kinh và mất ở đó ở tuổi 72.

## Gia đình
Thế hệ thứ hai đã đổi họ từ "You" thành "Yau" nhưng con cháu vẫn quyết định sử dụng từ "Uông Liệt".
Cựu Tổng thư ký Tổng cục Hành chính Hồng Kông, cựu Thư ký-Tổng cục trưởng Bộ Nội vụ, Chủ tịch đương nhiệm của Ủy ban tuyển dụng thuộc Giám đốc hành chính, và Giám đốc điều hành của Hội đồng đào tạo nghề, You Zeng Jiali, là cháu chắt của Uông.